# Dnevi komedije 2021
29. festival Dnevi komedije bi moral sprva potekati od 11. do 22. marca 2020, v Slovenskem ljudskem gledališču Celje. Zaradi epidemije SARS-CoV-2 je bil sprva prestavljen, naposled pa odpovedan v letu 2020. Podelili so le nagrado za žlahtno komedijsko pero. Festival so z izbranim programom za leto 2020 izpeljali med 22. in 30. junijem 2021.
Na festival v letu 2020 je bilo prijavljenih osem predstav slovenskih gledališč, a jih je ob izvedbi v letu 2021 ostalo le pet. Zaradi bolezni v ansamblu je predstava Obuti maček odpadla. Največ festivalskih nagrad je pripadlo Drami Slovenskega narodnega gledališča Maribor, in sicer žlahtni komedijant (Gorazd Žilavec), žlahtna komedijantka (Mateja Pucko) in žlahtna komedija po izboru občinstva (Popolni tujci). Žlahtni režiser je postal Primož Ekart, žlahtna predstava pa Tutošomato Iztoka Mlakarja. Nagrade za žlahtno komedijsko pero niso podelili, saj je bila podeljena že v letu 2020.
Selektorica festivala je dramaturginja Alja Predan.

## Strokovna žirija
- Jera Ivanc, gledališka ustvarjalka in pedagoginja
- Mateja Kokol, režiserka in gledališka pedagoginja
- Luka Martin Škof, režiser

## Program in ocene

### Predstave, predvidene v letu 2020
| Datum  | Naslov predstave            | Avtor/ji                                    | Gledališče                                         | Režija                                    |
| ------ | --------------------------- | ------------------------------------------- | -------------------------------------------------- | ----------------------------------------- |
| 11. 3. | Addamsovi                   | Marshall Brickman, Rick Elice, Andrew Lippa | Mestno gledališče ljubljansko                      | Aleksandar Popovski                       |
| 12. 3. | Vsak glas šteje             | Iza Strehar                                 | SLG Celje                                          | Ajda Valcl                                |
| 13. 3. | Popolni tujci               | Tamara Damjanović, po motivih filma         | Drama SNG Maribor                                  | Tamara Damjanović                         |
| 14. 3. | Odhodi vlakov               | Petr Zelenka                                | Mestno gledališče ljubljansko                      | Primož Ekart                              |
| 15. 3. | Obuti maček                 | Andrej Rozman Roza                          | Slovensko mladinsko gledališče in Gledališče Koper | Vito Taufer                               |
| 18. 3. | Tutošomato                  | Iztok Mlakar                                | SNG Nova Gorica in Gledlaišče Koper                | Vito Taufer                               |
| 19. 3. | Razbiti vrč                 | Heinrich von Kleist                         | SNG Drama Ljubljana                                | Vito Taufer                               |
| 21. 3. | Živela vulva!               | Po motivih Liv Strömquist                   | Zavod Imaginarni in Mini teater                    | Primož Ekart                              |
| 22. 3. | Los hermanos muy simpáticos | Netekmovalna predstava ob koncu festivala   | Netekmovalna predstava ob koncu festivala          | Netekmovalna predstava ob koncu festivala |

1. ↑  Prvotno načrtovani termini predstav

### Predstave na festivalu 2021
| Datum  | Naslov predstave | Avtor/ji                                  | Gledališče                                         | Režija                                    | Ocena                                     | Komedijant/ka večera                      |
| ------ | ---------------- | ----------------------------------------- | -------------------------------------------------- | ----------------------------------------- | ----------------------------------------- | ----------------------------------------- |
| 18. 3. | Tutošomato       | Iztok Mlakar                              | SNG Nova Gorica in Gledlaišče Koper                | Vito Taufer                               | 4,8082                                    | Iztok Mlakar                              |
| 21. 3. | Živela vulva!    | Po motivih Liv Strömquist                 | Zavod Imaginarni in Mini teater                    | Primož Ekart                              | 4,4474                                    | Zala Ana Štiglic                          |
| 12. 3. | Vsak glas šteje  | Iza Strehar                               | SLG Celje                                          | Ajda Valcl                                | 4,4186                                    | Maša Grošelj                              |
| 15. 3. | Obuti maček      | Andrej Rozman Roza                        | Slovensko mladinsko gledališče in Gledališče Koper | Vito Taufer                               | Odpadlo zaradi bolezni v ansamblu         | Odpadlo zaradi bolezni v ansamblu         |
| 13. 3. | Popolni tujci    | Tamara Damjanović, po motivih filma       | Drama SNG Maribor                                  | Tamara Damjanović                         | 4,5435                                    | Gorazd Žilavec                            |
| 22. 3. | Tadej Toš v živo | Netekmovalna predstava ob koncu festivala | Netekmovalna predstava ob koncu festivala          | Netekmovalna predstava ob koncu festivala | Netekmovalna predstava ob koncu festivala | Netekmovalna predstava ob koncu festivala |

## Nagrade strokovne žirije
| Žlahtni komedijant               | Žlahtna komedijantka             | Žlahtni režiser                          | Žlahtna komedija po izboru komisije | Žlahtno komedijsko pero | Žlahtno komedijsko pero |
| Žlahtni komedijant               | Žlahtna komedijantka             | Žlahtni režiser                          | Žlahtna komedija po izboru komisije | Avtor                   | Naslov komedije         |
| -------------------------------- | -------------------------------- | ---------------------------------------- | ----------------------------------- | ----------------------- | ----------------------- |
| Gorazd Žilavec                   | Mateja Pucko                     | Primož Ekart                             | Popolni tujci                       | Rok Vilčnik rokgre      | Pravi heroji            |
| Popolni tujci, Drama SNG Maribor | Popolni tujci, Drama SNG Maribor | Živela vulva!, Imaginarni in Mini teater | Popolni tujci, Drama SNG Maribor    | Rok Vilčnik rokgre      | Pravi heroji            |

## Nagrade po izboru občinstva
| Najboljša predstava |
| ------------------- |
| Tutošomato          |
| SNG Nova Gorica     |